# 穆瓦雷-弗拉巴-克雷皮永
穆瓦雷-弗拉巴-克雷皮永（法語：Moirey-Flabas-Crépion）是法国默兹省的一个市镇，属于凡尔登区。该市镇总面积14.62平方公里，2009年时的人口为133人。

## 人口
穆瓦雷-弗拉巴-克雷皮永人口变化图示